# HAAP
HAAP（ハープ、1968年 - ）は、イイヅカ マサトシによる日本のソロ・エレクトロユニットである。

## 概要・来歴
14才の時に友人の勧めでアドリブの歌詞とメロディーを作り、カセットテープに録音したことがきっかけで音楽に目覚める。当初はコミックソングを中心に楽曲制作を行っていたが、YMOのアルバム『BGM』に衝撃を受け、自らもテクノ・ミュージックを作ることを決意。友人から借りたシンセサイザーヤマハCS01とダブルカセットデッキを使い、多重録音を行うようになる。
高校生になり念願のシンセサイザーローランド JUNO-106を購入すると、同時期に聴いていたエレクトロポップユニット「JULLAN」の影響もあり、自らの音楽性をエレクトロ・ポップへとチェンジしていく。新聞配達のバイトで得た収入をミュージックシーケンサーやリズムマシン等の機材につぎ込むと、英詩によるエレクトロ・ポップの楽曲を多数制作するようになり、持ち味であるメロディーメイクの基礎を築いていくこととなる。
やがてメジャー・デビューを目指すようになるが、その過程で様々な方向性を模索。日本語歌詞や自身のボーカルによるユニット、ミクスチャー・ロック・バンドなど、これまでとは異なるジャンル・スタイルを試みるようになる。1999年には、サウンド・プログラム：イイヅカ、ボーカル：ナオミ、リリック：イーノによるユニット「Perfect Summer Cooler」でギターポップ系コンピレーション・アルバム『Space Scientist Umbrella』に2曲提供するも、最終的に活動終了となる。
2000年、原点であるテクノに立ち返るため、ソロユニット「HAAP」を始動する。「HAAP」という名前は、知人から勧められたオーロラを調査する「HAARP（ハープ）」というプログラムの名称に由来しており、その名称から「R」を抜いた「HAAP」という綴りがドイツ語的な語感とテクノらしさを感じさせるというのが採用の理由となっている。当初は純粋なテクノミュージックを目指していたこともありテクノ色の強いサウンドであったが、MP3.com上に公開した『Elektra Paranoia』が海外で注目を得たことがきっかけとなり、作品の方向性を次第にエレクトロへとシフトチェンジしていく。2002年12月1日に自主制作アルバム『NEW ELECTRO PARADISCO』を発表。その後もマキシシングル『PLASTIC LOVE』、ライブ・アルバム『LIVE112202』など継続的に作品を発表していくと、その活動がテクノユニット・Cyborg'80sの小林"ZUNBA"和博の目に留まり、交流を深めていくこととなる。2005年8月1日、小林"ZUNBA"和博がディレクター、細江慎治がプロデューサーを務めるレーベルTechno4Pop RECORDSから発売されたコンピレーション・アルバム『テクノ4ポップ Vol.1』に『Plastic Love』を提供。2005年の夏には小林"ZUNBA"和博から単独リリースの打診を受け、2007年3月22日に1stアルバム『DISCONATION』をリリースする。こうしたHAAPの楽曲はメディアにも注目され、2001年に放送されたTBS系列「ジャングルTV 〜タモリの法則〜」では『ELEKTRA PARANOIA (Prototype)』がナインティナイン岡村隆史、ダチョウ倶楽部上島竜兵、内山信二による即席ダンスユニットのダンス用BGMとして、また『ELEKTRA PARANOIA』『DISCONATION』をミックス編集した楽曲がNHK-BS「COOL JAPAN〜発掘!かっこいいニッポン〜」のオープニングジングルとして長期間使用されることとなる。その後も2008年に寺田康彦主催のレーベル・THINK SYNC RECORDSのコンピレーション・アルバム「CASUAL MEETINGS」に『Lonely Lonely』を提供するなど順調に活動を続けていたが、細部に強くこだわる制作スタイルが制作ペースに影響を与え、その後のアルバムを発表するまで長い年月を要することとなる。
2016年3月22日、9年の歳月をかけた2ndアルバム『HARDBOILED』を自身のレーベルから発表すると、オリジナルの楽曲制作のみならず、リミックスワークやライブなどアーティストとしての活動を再開。2017年8月16日、Nekon Recordsより『Back to the Shanghai Disco』をリリースしソールドアウトさせると、2018年11月14日には再びNekon RecordsからLove The Candy'sとのスプリットシングル『HUB Extra Bundle』にて『Strange Girl』を発表。2019年4月24日には3rdアルバム『TIMELESS』を発売し、メディアにも取り上げられることとなる。『TIMELESS』発表後は、リリースパーティーを含めたライブ活動も行なうほか、CutemenのPicorinをゲストボーカルに迎えた『Life Without You』やレーベルメイトLove The Candy'sのlovelesとのコラボレーション『おねがいテレパシー』など、様々なスタイルの楽曲を発表している。

## ミュージックビデオ
| 曲名                                                                   | 備考 |
| ---------------------------------------------------------------------- | --- |
| HAAP feat. Naomi - The River Flowing To Death (JULLAN Cover) - YouTube | エレクトロポップユニット「JULLAN」のカヴァー |
| Confusion (1987 Prototype) - YouTube                                   | アルバム『Confusion』タイトル曲『Confusion』の元となった曲。1987年制作 |
| アルバム『HARDBOILED』【アルバムダイジェスト】 - YouTube               | 2ndアルバム『HARDBOILED』のアルバムダイジェストムービー |
| アルバム『TIMELESS』【予告編】 - YouTube                               | 3rdアルバム『TIMELESS』のアルバムダイジェストムービー |
| Weathers feat. Ayup1ko (Short Edit) - YouTube                          | 3rdアルバム『TIMELESS』収録曲。Ayup1ko(ex. Tokyo Electro Beat Park)をゲストボーカルに迎えたピュアシンセポップチューン                                                                                                |
| Weathers feat. Ayup1ko (Lyric Video) - YouTube                         | 3rdアルバム『TIMELESS』収録曲に歌詞テロップ(対訳付)を付けて映像化した作品 |
| Timeless feat. Eika Lee (Lyric Video) - YouTube                        | 3rdアルバム『TIMELESS』のタイトル曲『Timeless』の前半部分をリリックビデオ化した作品 |
| Be With You (JULLAN Cover) - YouTube                                   | 3rdアルバム『TIMELESS』収録のカヴァー曲。エレクトロポップユニット「JULLAN」のカヴァー第二弾 |
| Life Without You feat. Picorin (JULLAN Cover) - YouTube                | Picorin(Cutemen/Love The Candy's)をゲストボーカルに迎えた、エレクトロポップユニット「JULLAN」のカヴァー第三弾 |
| I want you (HAAP Remix)【予告編】 - YouTube                            | 沖縄を拠点に活動するトラックメーカー／ボーカリストRABiN×LOViNのシングル「I want you」に提供したリミックスの予告編 |
| おねがいテレパシー feat. Yuri【ショートPV】 - YouTube                  | レーベルメイトLove The Candy'sのlovelesとのコラボレーションシングル。ポエトリーリーディングのyuriをボーカルに迎え、同じメロディーを使ってHAAP、lovelesそれぞれが作成したインディーポップチューン。PVはHAAPバージョン |
| Escalation (Live) @池袋LIVE INN ROSA, 2020.3.15 - YouTube              | 2ndアルバム『HARDBOILED』収録『Escalation』のライブ映像。2020年3月15日に開催された「超電子COMPLEX」より |
| I Miss The Music - YouTube                                             | 2020年初シングルであり、HAAP初の日本語シングルとなる楽曲のMV。コーラスに参加したメンバーが映像でも登場している |